# 티눈
티눈(corn)은 피부에 생기는 특수하게 단단해진 각질층이다. 계안창(鷄眼瘡)이라고도 한다.
반복적인 물리적 자극을 지속적으로 받으면 발생할 수 있다. 따라서 사마귀와 달리 바이러스성 질환이 아니다. 흔히 내부에 핵을 포함하며 핵을 제거하지 않으면 지속적으로 재발한다. 핵을 제거하더라도 발생 원인인 자극을 제거하지 못하면 재발할 가능성이 높다.
살리실산이나 젖산으로 피부 각질을 용해하여 깎아내거나 외과적 시술로 제거할 수 있다. 그 외에도 하이힐을 착용해도 티눈이 형성되는 원인으로 지목된다.

## 같이 보기
- 사마귀